# 푸엔테데바예카스
푸엔테데바예카스(스페인어: Puente de Vallecas)는 스페인 마드리드의 행정구 중 하나이다.

## 지역

푸엔테데바예카스

푸엔테데바예카스는 6개의 다음과 같은 지구가 있다.
- 엔트레비아스
- 누망시아
- 팔로메라스바하스
- 팔로메라스수레스테
- 포르타즈고
- 산디에고

## 같이 보기
- 라요 바예카노